# 1984 في المكسيك
فيما يلي قوائم الأحداث التي وقعت خلال عام 1984 في المكسيك.

## أفلام
من الأفلام التي صدرت هذه السنة في المكسيك:
- 1 يناير – مغازلة الحجر من إخراج روبرت زيميكس.

## مواليد

### يناير
- 12 يناير – أوريبي بيرالتا لاعب كرة قدم مكسيكي.[1]
- 17 يناير – أنطونيو فالنسيا ملاكم مكسيكي.
- 25 يناير – راؤول هيراليس جونيور ملاكم مكسيكي.

### فبراير
- 4 فبراير – إدواردو إسكوبيدو ملاكم مكسيكي.

### مايو
- 28 مايو – أرتورو غوميز ملاكم مكسيكي.

### يونيو
- 13 يونيو – نيري كاستيو لاعب كرة قدم مكسيكي.[2]

### يوليو
- 18 يوليو – خوان دي ديوس نافارو ملاكم مكسيكي.

### أكتوبر
- 23 أكتوبر – إيزابيل جولارت عارضة برازيلية.[3]

### نوفمبر
- 28 نوفمبر – خوان ألبرتو روساس ملاكم مكسيكي.

### ديسمبر
- 20 ديسمبر – خوان كارلوس سالغادو ملاكم مكسيكي.

## وفيات

### أكتوبر
- 10 أكتوبر – ماري كروز اوليفيه (مواليد 1935) ممثلة مكسيكية.